# اصل کشتی نوح
اصل کشتی نوح (به آلمانی: Das Arche Noah Prinzip) فیلمی در ژانر علمی تخیلی محصول سال ۱۹۸۴ آلمان غربی به نویسندگی و کارگردانی رولاند امریش به عنوان پایان‌نامه او در دانشگاه تلویزیون و فیلم مونیخ است.
در حالی که همکلاسی‌های او معمولاً ۲۰٫۰۰۰ مارک آلمان برای کار نهایی خود جمع‌آوری و خرج می‌کردند، امریش موفق شد بودجه ۱٫۲۰۰٫۰۰۰ مارک (حدود ۶۰۰٫۰۰۰ دلار آمریکا) جمع‌آوری کند.
این فیلم که به صورت رنگی با صدای مونو فیلمبرداری شده‌است، در آلمان غربی امتیاز ۱۲ را دریافت کرده و به ۲۰ کشور جهان فروخته شده‌است. این فیلم به سی و چهارمین جشنواره بین‌المللی فیلم برلین ارسال شد. و به دلیل مهارت فنی و جلوه‌های ویژه مورد تحسین قرار گرفت، اما جایزه‌ای دریافت نکرد.

## داستان
سال ۱۹۹۷ است، و به نظر می‌رسد صلح جهانی فرا رسیده‌است، در حالی که اکثر سلاح‌های کلاسیک کشتار جمعی کنار گذاشته شده‌اند. با این حال، ایستگاه فضایی اروپایی/آمریکایی در حال چرخش به دور زمین است که قادر به کنترل آب و هوا در هر نقطه از سیاره زیرین است. یک پروژه عمرانی ذاتاً، ممکن است به عنوان یک سلاح تهاجمی مورد سوء استفاده قرار گیرد، زیرا می‌تواند به سادگی با ایجاد بلایای طبیعی مانند طوفان و سیل، هر دشمن احتمالی را تخریب کند. ایستگاه فضایی به زودی به نقطه مرکزی افزایش تنش‌های سیاسی بین اتحاد جماهیر شوروی و ایالات متحده تبدیل می‌شود. قهرمان اصلی فیلم، بیلی هیز (با بازی ریچی مولر) فضانوردی در ایستگاه را روایت می‌کند که در طول یک طرح مخفی کاری و خرابکاری در تلاش است تا دوست را از دشمن تشخیص دهد.